# Torre do Relógio
La Torre do Relógio est un château de la commune de Mêda, dans le district de Guarda de la région Centre, au Portugal.
Il s'érige au sommet d'une éminence granitique, dominant la ville. Mêda s'inscrit dans le Parc Archéologique de Vale do Côa et dans la Région de Tourisme du Douro Sud.

## Histoire

### Antécédents
La première occupation humaine de ce site remonte à la préhistoire.

### Château médiéval
L'ensemble se trouve dans bon état de conservation, dans le centre historique de la ville.
Mêda a reçu une charte de D. Manuel I (1495-1521) le 1er juin 1519.
Au début du XXIe siècle, le village a été élevé au rang de ville (9 décembre 2004).

### Caractéristiques
Le château est bâti sur un plan quadrangulaire, et a été construit avec du granit, abondant dans la région.
Le site implique la place d'armes, où s'érige, au centre, la Tour de Menagem, elle aussi de forme quadrangulaire.
L'ensemble a une superficie approximative de 2 115 hectares.